# Nuoto ai campionati europei di nuoto 2024 - 200 metri farfalla femminili
La gara degli 200 metri farfalla femminili dei campionati europei di nuoto 2024 si è svolta il 22 e il 23 giugno 2024 presso il Centro Sportivo Milan Gale Muškatirović di Belgrado.

## Podio
| Pos.    | Atleta                | Nazione              |
| ------- | --------------------- | -------------------- |
| Oro     | Helena Rosendahl Bach | Danimarca            |
| Argento | Lana Pudar            | Bosnia ed Erzegovina |
| Bronzo  | Boglárka Kapás        | Ungheria             |

## Record
Prima della manifestazione il record del mondo (RM) e il record dei campionati (RC) erano i seguenti.
|  | 2'01"81 | Liu Zige        | 21 ottobre 2009 Jinan  |
|  | 2'04"27 | Katinka Hosszú  | 29 luglio 2009 Roma    |
|  | 2'04"79 | Mireia Belmonte | 24 agosto 2014 Berlino |

Durante la competizione non sono stati migliorati record.

## Programma
| Data           | Ora   | Turno      |
| -------------- | ----- | ---------- |
| 22 giugno 2024 | 9:48  | Batterie   |
| 22 giugno 2024 | 19:46 | Semifinali |
| 23 giugno 2024 | 18:46 | Finale     |

## Risultati

### Batterie
| Pos. | Batteria | Corsia | Atleta                | Nazionalità          | Tempo       | Note |
| ---- | -------- | ------ | --------------------- | -------------------- | ----------- | ---- |
| 1    | 2        | 6      | Zsuzsanna Jakabos     | Ungheria             | 2'08"53     | Q    |
| 2    | 1        | 4      | Helena Rosendahl Bach | Danimarca            | 2'09"39     | Q    |
| 3    | 2        | 5      | Boglárka Kapás        | Ungheria             | 2'09"51     | Q    |
| 4    | 1        | 5      | Dalma Sebestyén       | Ungheria             | 2'10"15     |      |
| 5    | 2        | 3      | Dora Hathazi          | Ungheria             | 2'11"91     |      |
| 6    | 1        | 6      | Anja Crevar           | Serbia               | 2'12"10     | Q    |
| 7    | 1        | 3      | Georgia Damasioti     | Grecia               | 2'12"64     | Q    |
| 8    | 2        | 4      | Lana Pudar            | Bosnia ed Erzegovina | 2'13"00     | Q    |
| 9    | 2        | 1      | Laura Lahtinen        | Finlandia            | 2'13"70     | Q    |
| 10   | 1        | 7      | Lucy Grieve           | Gran Bretagna        | 2'13"73     | Q    |
| 11   | 1        | 1      | Katja Fain            | Slovenia             | 2'14"91     | Q    |
| 12   | 1        | 2      | Amina Kajtaz          | Croazia              | 2'14"96     | Q    |
| 13   | 2        | 7      | Aleksandra Knop       | Polonia              | 2'14"99     | Q    |
| 14   | 2        | 9      | Fabienne Pavlik       | Austria              | 2'15"37     | Q    |
| 15   | 1        | 0      | Aliisa Soini          | Finlandia            | 2'16"10     | Q    |
| 16   | 2        | 0      | Iman Avdić            | Bosnia ed Erzegovina | 2'16"14     | Q    |
| 17   | 2        | 8      | Hana Sekuti           | Slovenia             | 2'16"48     | Q    |
| 18   | 1        | 8      | Fanny Borer           | Svizzera             | 2'17"29     | Q    |
| 19   | 1        | 9      | Tea Winblad           | Svezia               | 2'19"95     |      |
| DNS  | 2        | 2      | Lea Polonsky          | Israele              | Non partita |      |

### Semifinali
| Pos. | Batteria | Corsia | Atleta                | Nazionalità          | Tempo   | Note |
| ---- | -------- | ------ | --------------------- | -------------------- | ------- | ---- |
| 1    | 1        | 4      | Helena Rosendahl Bach | Danimarca            | 2'07"39 | Q    |
| 2    | 2        | 5      | Boglárka Kapás        | Ungheria             | 2'09"35 | Q    |
| 3    | 2        | 4      | Zsuzsanna Jakabos     | Ungheria             | 2'09"42 | Q    |
| 4    | 1        | 3      | Lana Pudar            | Bosnia ed Erzegovina | 2'10"39 | Q    |
| 5    | 2        | 3      | Georgia Damasioti     | Grecia               | 2'10"50 | Q    |
| 6    | 1        | 5      | Anja Crevar           | Serbia               | 2'10"84 | Q    |
| 7    | 2        | 6      | Laura Lahtinen        | Finlandia            | 2'10"91 | Q    |
| 8    | 1        | 6      | Lucy Grieve           | Gran Bretagna        | 2'12"05 | Q    |
| 9    | 2        | 2      | Katja Fain            | Slovenia             | 2'14"22 |      |
| 10   | 2        | 7      | Aleksandra Knop       | Polonia              | 2'14"33 |      |
| 11   | 2        | 8      | Hana Sekuti           | Slovenia             | 2'14"57 |      |
| 12   | 1        | 8      | Fanny Borer           | Svizzera             | 2'14"70 |      |
| 13   | 1        | 1      | Andrea Podmaníková    | Slovacchia           | 2'14"90 |      |
| 14   | 1        | 7      | Fabienne Pavlik       | Austria              | 2'15"31 |      |
| 15   | 2        | 1      | Aliisa Soini          | Finlandia            | 2'18"08 |      |
| 16   | 1        | 2      | Amina Kajtaz          | Croazia              | 2'36"21 |      |

### Finale
| Pos.    | Corsia | Atleta                | Nazionalità          | Tempo   | Note |
| ------- | ------ | --------------------- | -------------------- | ------- | ---- |
| Oro     | 4      | Helena Rosendahl Bach | Danimarca            | 2'07"88 |      |
| Argento | 3      | Lana Pudar            | Bosnia ed Erzegovina | 2'08"15 |      |
| Bronzo  | 6      | Boglárka Kapás        | Ungheria             | 2'08"22 |      |
| 4       | 5      | Zsuzsanna Jakabos     | Ungheria             | 2'10"26 |      |
| 5       | 7      | Georgia Damasioti     | Grecia               | 2'10"77 |      |
| 6       | 1      | Anja Crevar           | Serbia               | 2'12"10 |      |
| 7       | 8      | Lucy Grieve           | Gran Bretagna        | 2'12"12 |      |
| 8       | 2      | Laura Lahtinen        | Finlandia            | 2'14"03 |      |